# Гущин, Николай Леонидович
Николай Леонидович Гущин (1906—1965) — геолог, лауреат премии имени И. М. Губкина (1951).

## Биография
Родился 16 декабря 1906 года в Нижнем Новгороде в семье служащего.
Окончив среднюю школу в 1924 году, несколько лет работал в Нижегородской губернии в землеустроительных службах.
В 1935 году — окончил Казанский университет, получив редкую в то время специальность геофизика-гравиметриста.
С 1935 по 1940 годы — работал в Башкирии начальником партии, начальником цеха треста «Башнефть» Миннефтепрома, базировавшегося в Уфе.
В 1940 году — начал работать главным инженером Восточного отделения государственного союзного геофизического треста.
Все ответственные работники важнейшей для экономики страны сферы нефтяной индустрии имели с началом Великой Отечественной войны жесткую бронь, и даже если бы захотели, то не могли в тот период заниматься ничем иным, кроме поисков, разведки и добычи углеводородного сырья, столь нужного для победы.
В 1944 году — переехал в Баку, где два года работал управляющим Кавказским отделением ГСГТ Миннефтепрома СССР.
В 1946 году — переведен в Саратов, 25 мая того же года был утвержден в должности управляющего Саратовским отделением ГСГТ, впоследствии геофизического треста, и в этом качестве работал до конца жизни.
Умер в 1965 году. Похоронен на Воскресенском кладбище Саратова.

## Научно-организационная деятельность
Организатор геофизической службы в Саратов, которую создал фактически на пустом месте: не было ни соответствующих кадров, ни помещения, ни нужного оборудования, ни техники.
Благодаря давним связям в геофизическом мире удалось заполучить в Саратов специалистов-геофизиков со всего Союза.
Регулярно выезжал в полевые партии, участвовал взаседаниях НТС треста, постоянно контактировал с местными властями и министерством, курировал производственное и жилищное строительство, предпринимал меры к подготовке нужных кадров в Саратовском университете.
В 1952 году было закончено строительство жилого дома № 25 на Советской улице, где в среднем подъезде с комфортом разместились управление треста, производственные и камеральные службы.
В 1950-х годах работами треста были открыты Багаевское и Восточно-Рыбушанское месторождения — в Правобережье, Степновское — в Заволжье.
Скоро к ним прибавились продуктивные структуры — Генеральская, Первомайская, Фурмановская, Луговская, Урицкая, Горючкинская и др.
В конце 50-х годов поддержал инициативу по тематике автоматизированной обработки материалов, и создал на свой страх и риск небольшую аппаратурную группу, занявшуюся разработкой соответствующих обрабатывающих аппаратурных устройств. Впоследствии группа разрослась до специального конструкторского бюро сейсмического приборостроения, ныне известного во всей стране.
Под его руководством трест вырос в мощную организацию, в структуре которой действовало к середине 1960-х годов 34 сейсморазведочных, 4 гравиметрических и 2 электроразведочных отряда.

## Награды
- Орден «Знак Почёта»
- Медаль «За трудовую доблесть»
- Медаль «За доблестный труд в Великой Отечественной войне 1941—1945 гг.»
- Золотая и серебряная медали ВДНХ
- Премия имени И. М. Губкина (совместно с С. Ф. Фёдоровым, И. И. Енгуразовым, Е. М. Геллером, за 1951 год) — за работу «Поиски и разведка на нефть и газ в Саратовском Поволжье»